# She's a Good Swimmer
She's A Good Swimmer je debutové album české kapely Charlie Straight. Album vyšlo v září roku 2009 pod hlavičkou vlastního labelu kapely Straight Behaviour. Producentem desky je Michal Novák, který v roce 2007 objevil skupinu na serveru Bandzone.cz. Třináct anglicky zpívaných písní skládal zpěvák a frontman Charlie Straight Albert Černý v průběhu dvou let. Album si hned po vydání vysloužilo řadu pochvalných recenzí v tisku a ocenila jej také česká Akademie populární hudby, když se deska She's a Good Swimmer stala albem roku v hudebních cenách Anděl 2009.
Z alba dosud vyšly singly Platonic Johny, Your House a Upside Down. Animovaný klip (autor Vít Haratek) k písni Platonic Johny po mnoho týdnů figuroval v TOP 10 českých hitparád. Video získalo v cenách Anděl 2009 sošku za klip roku. Singl Your House zabodoval v českých hitparádách včetně české MTV.

## Obsazení
Albert Černý – hudebník

Michal Šupák – hudebník

Johnny Cienciala – hudebník

Pavel Pilch – hudebník

Michal Novák – producent

Dušan Neuwerth – mix

Boris Carloff – mix

Ondřej Ježek – mastering

## Seznam skladeb
Autorem všech písní je Albert Černý (kromě Rain – spoluautor Michal Šupák)
1. Try Some Stuff You Don't Think You Should - 2:57
2. Love Factory - 4:04
3. You Can - 3:27
4. In The Morning - 3:37
5. Nothing - 2:12
6. Bathroom Song - 5:22
7. Rain - 5:15
8. Platonic Johny - 4:21
9. Your House - 3:20
10. She’s A Good Swimmer - 3:24
11. Running Up - 2:43
12. Upside Down - 2:15
13. Sometimes I Fall - 2:39